# 真實 (佛教)
真實，又譯為實、真說，佛教術語，意為存在、本質、此在、真理等。在阿含經中，通常被用來指對於緣起及緣生法的正確理解。

## 字源
梵語：，是梵語動詞भू（bhū）的過去分詞形態，意為已形成、已存在、已成為，可以被引申為眾生、元素、萬物、神明，也可以被當成哲學用語，意指存在、本質、存有（英語：Being）、真理等。
大種（Mahābhūta）的字根源自於此，為元素之意。十二因緣中的有（bhāva）也源自同一字根，為形成、存在之意。

## 類似名詞
諦（Satya），也有真實、真理的意思。但它與梵語：的定義有些許不同，兩個名詞使用於不同場合。

## 佛教理論
在阿含經中，釋迦牟尼教導弟子，應觀察一切緣生法的無常、苦、非我、非我所，由觀察緣起，可得到一切法的真實。